# 1 E8 m²
Som en hjælp til sammenligning af størrelsesforhold mellem forskellige overfladearealer, er her en liste over områder mellem 100 km² og 1.000 km². 
- Områder mindre end 100 km²
- 100 km² svarer til:
  - Et kvadrat med sider på 10 km
  - 10.000 hektar

- 105 km² — Paris (eksklusive forstæder) – hovedstaden i Frankrig
- 121 km² — Sankt Helena – ø i det sydlige Atlanterhav
- 124 km² — Nantucket – ø i USA
- 160 km² — Liechtenstein (land placeret som nummer 200 efter areal)
- 185 km² — Femern – tysk ø i Østersøen
- 188 km² — Beaver Island, largest island in Lake Michigan
- 205 km² — Hannover – hovedstaden i den tyske delstat Niedersachsen
- 259 km² — Martha's Vineyard – ø i USA
- 260 km² — Niue
- 272 km² — Taipei – by i Taiwan
- 310 km² — München – hovedstaden i den tyske delstat Bayern
- 316 km² — Malta (land placeret som nummer 189 efter areal)
- 360 km² — Gazastriben
- 370 km² — Gardasøen – sø i Italien
- 414 km² — Wien – hovedstaden i Østrig
- 450-500 km² — Omtrentligt areal af alle pizzaer som spises i USA på et år
- 468 km² — Andorra
- 496 km² — Prag – Tjekkiets hovedstad
- 525 km² — Budapest – Ungarns hovedstad
- 530 km² — Isle Royale – største ø i Lake Superior
- 570 km² — Man – selvstyrende ø i det Irske Hav, hørende under den britiske krone
- 575 km² — Kiritimati (Juleøen) – stillehavsatoll genopdaget den 24. december 1777 af kaptajn James Cook
- 571 km² — Bodensøen – sø beliggende mellem Tyskland, Østrig og Schweiz
- 582 km² — Genevesøen – sø beliggende mellem Schweiz og Frankrig
- 614 km² — Seoul – Sydkoreas hovedstad
- 616 km² — Lake Taupo – største sø i New Zealand
- 641 km² — Toronto – by i Canada
- 647 km² — Singapore – bystat
- 668 km² — Menorca – spansk ø i det vestlige Middelhav
- 754 km² — Dominica (land placeret som nummer 172 efter areal)
- 755 km² — Hamburg – bystat i Tyskland
- 789 km² — São Miguel – Største ø på Azorerne
- 795 km² — Madeira – portugisisk ø ved Nordafrika
- 823 km² — Kansas City – by i delstaten Missouri i USA
- 835 km² — New York City – by i delstaten New York I USA
- 892 km² — Berlin – bystat i Tyskland
- 926 km² — Rügen – tysk ø i Østersøen
- 950 km² — Dartmoor – nationalpark i England
- Områder større end 1.000 km²

## Ekstern henvisning
- Konverteringsmaskine mellem areal-enheder Arkiveret 10. november 2004 hos  Wayback Machine